# بن پیر

روستای بن پیر، روستایی دراستان کهگیلویه و بویراحمد و از توابع شهرستان گچساران است.
نام این روستا برگرفته از دو کلمه بن به معنی ریشه و کلمه پیر در زبان محلی به معنای امامزاده تشکیل شده‌است. امامزاده‌ شاهزاده محمد، در این روستا قرار دارد، این روستا دارای جمعیتی در حدود صدوبیست نفرو ۴۰ خانوار است. اهالی این روستا به کشاورزی و دامداری مشغول می‌باشند، اهالی این روستا به دو زبان لری و ترکی سخن می‌گویند. طایفه گشتاسب و کشکولی از طوایف این روستا هستند.این روستا دارای مناطقی بسیار دیدنی است.
کوهها و دره های زیبا و طبیعت بی نظیر در میان منطقه گرم جنوبی خود نمایی میکند.
دمای هوا در این منطقه نسبت به مناطق اطراف گاهاتا ده درجه خنکتر می باشد.